# Giovanni Battista I Ludovisi
Giovanni Battista I Ludovisi (2 novembre 1646 – Roma, 24 agosto 1699) è stato un nobile italiano, principe di Piombino dal 1664 fino alla sua morte.

## Biografia
Giovanni Battista Ludovisi nacque da Niccolò Ludovisi, principe di Piombino tramite l'eredità ricevuta da Isabella Appiano, madre della sua seconda moglie Polissena de Mendoza-Appiano, e da Costanza Pamphili, sua terza moglie, figlia di Olimpia Maidalchini e sorella del cardinale Camillo Pamphili. Aveva una sorellastra e un fratellastro maggiori da parte di padre morti nell'infanzia e quattro sorelle minori: Olimpia, Lavinia, Ippolita e Nicolina, morta infante. 
Unico erede di entrambi i genitori, alla morte del padre, il 25 dicembre 1664, ereditò i titoli e i possedimenti sia dei Ludovisi-Appiano di Candia che dei Pamphili, fra cui il principato di Piombino. Nel corso della sua vita dovette però rinunciare, per motivi economici, a diversi feudi, fra cui, ad esempio, il Ducato di Fiano, venduto nel 1690 agli Ottoboni di Venezia.  

## Matrimoni e successione
Sposò in prime nozze, l'11 gennaio 1669, Maria di Moncada, figlia di Guglielmo Raimondo di Moncada, marchese di Aitona, della quale rimase vedovo nel febbraio 1694, senza averne avuto figli. 
Si risposò alla fine di dicembre 1696 con Anna Maria Arduino, figlia di Paolo Arduino, principe di Polizzi, dalla quale ebbe un figlio:
- Niccolò II Ludovisi (Niccolò Maria Domenico, fine luglio 1698 - 17 gennaio 1700)[2][3][7].

Morì il 24 agosto 1699 a Roma. Gli succedette suo figlio, sotto la reggenza materna, e quando il bambino morì a sua volta pochi mesi dopo, il Principato passò a sua sorella Olimpia. 

## Ascendenza
|                                                           |                  |                                     | Genitori                                 |  |  | Nonni |  |  | Bisnonni                           |  |  | Trisnonni         |  |
|                                                           |                  |                                     |                                          |  |  |       |  |  | Pompeo Ludovisi, conte di Samoggia |  |  | Ludovico Ludovisi |  |
|                                                           |                  |                                     |                                          |  |  |       |  |  | Pompeo Ludovisi, conte di Samoggia |  |  | Ludovico Ludovisi |  |
|                                                           |                  | Bernardina Sassoni                  |                                          |  |  |       |  |  | Pompeo Ludovisi, conte di Samoggia |  |  |                   |  |
| Orazio Ludovisi, I duca di Fiano                          |                  |                                     |                                          |  |  |       |  |  | Pompeo Ludovisi, conte di Samoggia |  |  |                   |  |
|                                                           |                  | Camilla Bianchini                   | Alessandro Bianchini, patrizio bolognese |  |  |       |  |  |                                    |  |  |                   |  |
|                                                           |                  | Camilla Bianchini                   | Alessandro Bianchini, patrizio bolognese |  |  |       |  |  |                                    |  |  |                   |  |
|                                                           |                  | Camilla Bianchini                   | Ippolita Legnani                         |  |  |       |  |  |                                    |  |  |                   |  |
| Niccolò I Ludovisi, IV principe di Piombino               |                  | Camilla Bianchini                   |                                          |  |  |       |  |  |                                    |  |  |                   |  |
|                                                           |                  | Fabio Albergati, patrizio bolognese | Filippo Albergati                        |  |  |       |  |  |                                    |  |  |                   |  |
|                                                           |                  | Fabio Albergati, patrizio bolognese | Filippo Albergati                        |  |  |       |  |  |                                    |  |  |                   |  |
|                                                           |                  | Fabio Albergati, patrizio bolognese | Giulia Bargellini                        |  |  |       |  |  |                                    |  |  |                   |  |
| Lavinia Albergati                                         |                  | Fabio Albergati, patrizio bolognese |                                          |  |  |       |  |  |                                    |  |  |                   |  |
|                                                           |                  | Flaminia Bentivoglio                | Antonio Bentivoglio, conte palatino      |  |  |       |  |  |                                    |  |  |                   |  |
|                                                           |                  | Flaminia Bentivoglio                | Antonio Bentivoglio, conte palatino      |  |  |       |  |  |                                    |  |  |                   |  |
|                                                           |                  | Flaminia Bentivoglio                | Alessandra Desideri                      |  |  |       |  |  |                                    |  |  |                   |  |
| Giovanni Battista I Ludovisi                              |                  | Flaminia Bentivoglio                |                                          |  |  |       |  |  |                                    |  |  |                   |  |
|                                                           | Camillo Pamphili | Pamphilio Pamphili                  |                                          |  |  |       |  |  |                                    |  |  |                   |  |
|                                                           | Camillo Pamphili | Pamphilio Pamphili                  |                                          |  |  |       |  |  |                                    |  |  |                   |  |
|                                                           | Camillo Pamphili | Orazia Mattei                       |                                          |  |  |       |  |  |                                    |  |  |                   |  |
| Pamphilio Pamphili                                        | Camillo Pamphili |                                     |                                          |  |  |       |  |  |                                    |  |  |                   |  |
|                                                           |                  | Flaminia Cancellieri del Bufalo     | Fulvio Cancellieri del Bufalo            |  |  |       |  |  |                                    |  |  |                   |  |
|                                                           |                  | Flaminia Cancellieri del Bufalo     | Fulvio Cancellieri del Bufalo            |  |  |       |  |  |                                    |  |  |                   |  |
|                                                           |                  | Flaminia Cancellieri del Bufalo     | Antonia Serlupi                          |  |  |       |  |  |                                    |  |  |                   |  |
| Costanza Pamphili                                         |                  | Flaminia Cancellieri del Bufalo     |                                          |  |  |       |  |  |                                    |  |  |                   |  |
|                                                           |                  | Sforza Maidalchini                  | Andrea Maidalchini                       |  |  |       |  |  |                                    |  |  |                   |  |
|                                                           |                  | Sforza Maidalchini                  | Andrea Maidalchini                       |  |  |       |  |  |                                    |  |  |                   |  |
|                                                           |                  | Sforza Maidalchini                  | …                                        |  |  |       |  |  |                                    |  |  |                   |  |
| Olimpia Maidalchini, principessa di San Martino al Cimino |                  | Sforza Maidalchini                  |                                          |  |  |       |  |  |                                    |  |  |                   |  |
|                                                           |                  | Vittoria Gualtiero                  | Giulio Gualtiero                         |  |  |       |  |  |                                    |  |  |                   |  |
|                                                           |                  | Vittoria Gualtiero                  | Giulio Gualtiero                         |  |  |       |  |  |                                    |  |  |                   |  |
|                                                           |                  | Vittoria Gualtiero                  | Giulia Gherardi                          |  |  |       |  |  |                                    |  |  |                   |  |
|                                                           |                  | Vittoria Gualtiero                  |                                          |  |  |       |  |  |                                    |  |  |                   |  |